# 宇都宮焼きそば
宇都宮焼きそば（うつのみややきそば）とは、栃木県宇都宮市を中心に、約50店で提供されているご当地グルメの焼きそばである。麺は太麺を使い、ソースで味付けする。

## 背景
宇都宮市に限らず、北関東は粉もの料理の多い地方であり、群馬県には水沢うどん・ひもかわうどん、茨城県にはスタミナラーメン・那珂湊焼きそばなどがある。栃木県の場合、佐野ラーメンの知名度が高い一方で、複数のご当地焼きそばが存在する。特に県北のスープ入り焼きそばと県南のじゃがいも入りやきそば・ポテト入りやきそばが2大名物となっている。粉もの料理が多く分布する理由は不明ながら、関東ローム層の北関東3県はいずれも小麦生産で日本の上位に入ることから、小麦を入手しやすかったことが粉ものの普及に寄与した可能性がある。
栃木県の焼きそばは、子供たちがおやつとして駄菓子屋に集まって食べていたものであり、大人からも愛されている。宇都宮に焼きそば店が多数立地するのは、焼きそば店が鉄板1枚あれば開業できたこと、ソースを製造する会社が市内に多くあったことに加え、料理の持ち帰り文化があったことが理由ではないかと市内の製麺業者が指摘している。

## 店舗
1952年に開業した石田屋やきそば店がルーツとされる。石田屋は宇都宮焼きそばを代表する店舗の1つであり、週末は特に行列ができる。焼きそばのみの専門店のほか、餃子とセットで提供する店舗もある。18時 - 19時台に閉店する店舗が多く、昼食時間帯のみ営業する店もある。
宇都宮餃子に続くご当地グルメをめざして、2012年に「宇都宮焼きそば暖簾会」が発足し、2020年時点で12店が加盟している。「宇都宮やきそば会」も組織されている（#外部リンク参照）。
パン屋では焼きそばパンを販売する店舗があり、宇都宮焼きそばの専門店と同じ麺を使う店もある。

## 具材と調理法
第二次世界大戦後の食糧難の頃は、具材はキャベツのみであったが、後に豚肉、ハム、目玉焼きなどが使われるようになった。特に目玉焼きは、宇都宮焼きそばによく使われるトッピングであり、店舗によっては焼き加減を指定することができる。今日でも基本の具材はキャベツのみで、ほかの具材は客の好みで追加する形の店が多い。量も大・中（並）・小など選べる店が多く、「キロ焼き」と呼ばれる1 kgの焼きそばがメニューにある店もある。
石田屋とそこから派生した店舗では、鉄板で調理し、麺と具材は別々に炒める。麺は太麺を使い、醤油味のだしで蒸し焼きにする。麺は製麺所から購入する店が多いが、製麺所直営の焼きそば店もある。
ソースは、宇都宮焼きそばの歴史とともに発展してきた大塚ソースを使う店や、店舗独自で複数のソースをブレンドしたオリジナルソースを使う店がある。一般に宇都宮焼きそばは薄味であるため、ソースは自分の好みで追加をし、「後かけ」で味を調整する。店舗によっては唐辛子も用意している。

## 持ち帰り文化
宇都宮焼きそばは基本的に持ち帰りが可能であり、店内で食べるよりも持ち帰る人の方が多い。かつて宇都宮には外食に気恥ずかしさを覚える市民が多く、外食よりも気楽に利用できる持ち帰りが発達したという説がある。持ち帰りの客は家族や友人・知人へのお土産として焼きそばを購入することがある。
持ち帰る場合はビニール袋の中にそのまま入れて渡され、皿に移し替えず、ビニール袋のまま食べる人も少なくない。戦後間もない頃は、持ち帰りに使える容器がビニール袋くらいしか手に入らなかったことがきっかけであるが、プラスチック製のパックに比べてかさばらず冷めにくいことから、パックに切り替えられることなくビニール袋が使われ続けてきた。店舗によっては、そのまま食べやすいように経木を使ったり、食べやすい三角形のビニール袋を使ったりしている。